# Resolutie 1909 Veiligheidsraad Verenigde Naties
Resolutie 1909 van de Veiligheidsraad van de Verenigde Naties werd op 21 januari 2010 met unanimiteit aangenomen door de VN-Veiligheidsraad. De resolutie verlengde de missie in Nepal met vier maanden, nadat de Speciale Vertegenwoordiger van secretaris-generaal Ban Ki-moon had gemeld dat het vredesproces fragiel bleef, maar dat er wel wilskracht was.

## Achtergrond
Toen de Communistische Partij van Nepal, of de maoïsten, in 1996 uitgesloten werd, nam ze de wapens op tegen de autoritaire monarchie die Nepal toen was, met als doel de stichting van een volksrepubliek. Dit conflict duurde tot 2006 en kostte zo'n 13.000 levens. In november 2006 werd een vredesakkoord gesloten en op vraag van Nepal werd in januari 2007 de VN-Missie in Nepal opgericht om op de uitvoering ervan toe te zien. Eind 2007 besloot het Nepalese parlement de monarchie af te schaffen en werd het land een republiek.

## Inhoud
Al eind 2006 hadden de Nepalese regering en de Communistische Partij van Nepal rebellen in het land een vredesakkoord gesloten. Er was vastgelegd dat er op 28 mei 2010 een nieuwe Nepalese grondwet moest worden afgekondigd. Er was een politiek mechanisme gevormd om dit en het vredesproces tot een goed einde te brengen. De UNMIN-missie in Nepal assisteerde hierbij door onder meer toe te zien op de wapens en ordediensten van Nepal. Ook was op 16 december 2009 een actieplan ondertekend door Nepal, de Maoïsten en de VN voor de rehabilitatie van Maoïstische militaire die wegens minderjarigheid gediskwalificeerd werden.
De Veiligheidsraad besloot om, op aanbevelen van de secretaris-generaal, het mandaat van UNMIN te verlengen tot 15 mei 2010, met de intentie de missie dan te beëindigen. Haar taken moesten dan aan de Nepalese overheid worden overgedragen. Voort werden alle politieke partijen van Nepal opgeroepen het vredesproces op dreef te houden.

## Verwante resoluties
- Resolutie 1864 Veiligheidsraad Verenigde Naties (2009)
- Resolutie 1879 Veiligheidsraad Verenigde Naties (2009)
- Resolutie 1921 Veiligheidsraad Verenigde Naties
- Resolutie 1939 Veiligheidsraad Verenigde Naties

Lijst ·  1908 ·  1909 ·  1910 ·  1911 ·  1912 ·  1913 ·  1914 ·  1915 ·  1916 ·  1917 ·  1918 ·  1919 ·  1920 ·  1921 ·  1922 ·  1923 ·  1924 ·  1925 ·  1926 ·  1927 ·  1928 ·  1929 ·  1930 ·  1931 ·  1932 ·  1933 ·  1934 ·  1935 ·  1936 ·  1937 ·  1938 ·  1939 ·  1940 ·  1941 ·  1942 ·  1943 ·  1944 ·  1945 ·  1946 ·  1947 ·  1948 ·  1949 ·  1950 ·  1951 ·  1952 ·  1953 ·  1954 ·  1955 ·  1956 ·  1957 ·  1958 ·  1959 ·  1960 ·  1961 ·  1962 ·  1963 ·  1964 ·  1965 ·  1966